# Attaque de Nova Kakhovka
Invasion de l'Ukraine par la Russie de 2022
Guerre du Donbass
Batailles
Offensive de Kiev (Jytomyr, Kiev) : 
- 1re Hostomel
- Tchernobyl
- Ivankiv
- Kiev
- 2e Hostomel
- Vassylkiv
- Boutcha
- Irpin
  - Bombardement de réfugiés
- Jytomyr
- Mochtchoun
- Makariv
- Brovary

Offensive du Nord (Tchernihiv, Soumy) :
- Hloukhiv
- Slavoutytch
- Bombardements
- Soumy
- Trostianets
- Tchernihiv
- Okhtyrka
- Lebedyn
- Konotop
- Romny
- Desna
- Escarmouches frontalières

Russie  (Briansk, Belgorod) :
- Incursions en Russie occidentale
  - Oblast de Briansk
  - Oblasts de Belgorod et de Koursk
    - Incursions de 2024

  - Bombardement de Belgorod
- Oblast de Koursk (août 2024)

Campagne de l'Est (Donetsk, Louhansk, Kharkiv)
Kharkiv :
- 1re Kharkiv
  - Tchouhouïv
  - Bombardements : en février
  - en mars
  - en avril
  - du bâtiment administratif
- Izioum
- 2e Kharkiv
  - Balaklia
  - 1re Koupiansk
  - Chevtchenkove
- 3e Kharkiv

Nord du Donbass:
- Starobilsk
- Sloviansk
  - Dovhenke
  - 1re Lyman
  - Sviatohirsk
  - Bohorodychne et Krasnopillia
  - Bombardements : Bilohorivka
  - Kramatorsk
- Sievierodonetsk
  - Kreminna
  - Donets
  - Roubijné
  - Popasna
  - Tochkivka
  - Massacre
- Lyssytchansk
- 2e Kharkiv
  - Balaklia
  - 1re Koupiansk
  - Chevtchenkove
  - 2e Lyman
- Oblast de Louhansk
  - Ligne Svatove-Kreminna
  - Serebryansky
  - 2e Koupiansk

 Centre du Donbass:
- Horlivka
- Popasna
- Svitlodarsk
- Bakhmout
  - Soledar
- Siversk
- Tchassiv Iar
- Toretsk

Sud du Donbass :
- Volnovakha
- Marioupol
  - Bombardements : de l'hôpital
  - du théâtre
  - de l'école d'art
- Pisky
- Vouhledar
  - Pavlivka
- Marïnka
- Contre-offensive de 2023
- Avdiïvka
- Novomykhaïlivka
- Pokrovsk
  - Krasnohorivka
  - Toretsk
- Bombardements :
- Makiïvka
- Donetsk

Campagne du Sud (Mykolaïv, Kherson, Zaporijjia)
- 1re Kherson
- Odessa
- Melitopol
- Mykolaïv
  - Bombardements : à fragmentation
  - du bâtiment administratif
- 1re Berdiansk
- Zaporijjia
- Tchornobaïvka
- Enerhodar
- Voznessensk
- Houliaïpole
- Davydiv Brid
- 2e Berdiansk
- Nova Kakhovka
- 2e Kherson
  - Doudtchany
- Dniepr
- Tchoulakivka
- Contre-offensive de 2023
  - Robotyne

Frappes aériennes dans l'Ouest et le Centre de l'Ukraine
- Lviv (02/2022)
- Vinnytsia (03/2022)
- Yavoriv (03/2022)
- Deliatyne (03/2022)
- Dnipro

Guerre navale
- Île des Serpents (02/2022)
- Moskva (04/2022)

Attaques en Crimée
- Novofedorivka (08/2022)
- Djankoï (08/2022)
- Pont de Crimée (10/2022)
- Base navale de Sébastopol (10/2022)
- Pont de Crimée (07/2023)
- Base navale de Sébastopol (09/2023)

Débordement
- Aéroport de Millerovo
- Sabotages en Russie
- Attaques en Transnistrie
- Sabotage des gazoducs Nord Stream
- Terrain d'entraînement militaire de Soloti
- Explosions en Pologne
- Bases aériennes de Dyagilevo et Engels-2
- Base aérienne de Minsk-Matchoulichtchi
- Crise russo-moldave de 2023
  - Accusations de tentative de coup d'État en Moldavie
- Incident de drone de 2023 en mer Noire
- Rébellion du groupe Wagner

Massacres
- Tchernihiv
- Boutcha
- Borodianka
- Olenivka
- Izioum

L'attaque de Nova Kakhovka a lieu le 11 juillet 2022 lorsque les forces ukrainiennes lancent une attaque au missile contre la ville de Nova Kakhovka, occupée par la Russie, lors de l'invasion de l'Ukraine par la Russie. La Russie déclare que l'Ukraine a utilisé des missiles HIMARS pour l'opération, les ayant récemment acquis auprès des États-Unis.

## Déroulement
Des cibles dans la ville sont touchées par de grandes explosions, détruisant un dépôt de munitions. Les vidéos montrent une « immense boule de feu » s'élevant de la cible,.
L'Ukraine affirme que 52 soldats russes ont été tués et que 12 officiers sont morts dont le général de division du 22e corps d'armée Artem Nasboulline et le colonel Gorobets (Андрей Горобец) de la 20e division motorisée. Le commandement militaire sud des forces armées ukrainiennes déclare que « sur la base des résultats de nos unités de roquettes et d'artillerie, l'ennemi a perdu 52 soldats, un obusier Msta-B, un mortier et sept véhicules blindés et autres véhicules, ainsi qu'un dépôt de munitions à Nova Kakhovka ».
Des responsables russes et des agences de presse d'État affirment qu'au moins sept personnes ont été tuées et 60 autres blessées, dont des civils, et que de nombreuses propriétés civiles, notamment un marché, une pharmacie, une église, des entrepôts et des maisons ont été endommagées. Un responsable de l'administration d'occupation dans le raïon de Kakhovka déclare que plusieurs personnes sont toujours piégées sous les ruines des bâtiments. Ces affirmations ne sont pas vérifiables de manière indépendante. Le porte-parole ukrainien Serhiy Khlan déclare que les informations selon lesquelles l'attaque a endommagé des hôpitaux et des zones résidentielles font partie de la propagande russe et que de nombreux civils de la ville sont heureux à l'idée que les forces ukrainiennes soient plus proches de la ville.